# ژان ماسار
ژان ماسار (فرانسوی: Jean Massard‎; ۱۷ سپتامبر ۱۸۹۴ – ۳ فوریهٔ ۱۹۳۰) بازیکن فوتبال اهل لوکزامبورگ بود.
وی همچنین در تیم ملی فوتبال لوکزامبورگ بازی کرده‌است.